# Santuario della Madonna del Soccorso (Costermano sul Garda)
Il santuario della Madonna del Soccorso è una chiesa sussidiaria della parrocchia di Marciaga, frazione del comune di Costermano sul Garda in provincia e diocesi di Verona; fa parte del vicariato del Lago Veronese-Caprino, precisamente dell'Unità Pastorale San Giorgio (Bardolino-Torri).

## Storia
Il santuario fu edificato nel secondo o nel terzo decennio del Cinquecento nel luogo dove, per la tradizione, la Vergine Maria, tra i rami di un albero, apparve ad un pastorello sordomuto, porgendogli un pane che lo avrebbe guarito miracolosamente.
Originariamente cappella soggetta alla pieve di Santa Maria in Garda, la sua costruzione si protrasse nel tempo, come attestano le visite pastorali. Nel 1541 il luogo di culto era ancora privo di pavimento, sacrestia e campanile.
Terminata la prima costruzione, già alla fine del Cinquecento si decise di allungare la chiesa e di ampliarla con la costruzione di due cappelle laterali. Fu anche costruita una casa, utilizzata in seguito dal parroco di Marciaga vista l’impossibilità di risiedere nei pressi della parrocchiale.

A quei tempi, come attestato dalla visita pastorale del 1595, esisteva una confraternita) sotto il patrocinio della Vergine Maria.

Dalla stessa visita pastorale, del Vescovo Alberto Valier, suffraganeo del Vescovo di Verona Agostino Valier, si apprende che la chiesa è soggetta alla parrocchia di Marciaga, costituita nel 1541.
In occasione della peste del 1630 il santuario divenne un lazzaretto dove portare gli ammalati.
Alla seconda metà del Seicento risale l’attuale sacrestia, periodo in cui la chiesa funse da parrocchiale vista l’insufficiente capienza della chiesa dei Santi Filippo e Giacomo e la scomodità per il parroco di raggiungerla, visto che abitava presso il santuario. Questa situazione terminò con la costruzione della nuova chiesa parrocchiale di Marciaga, terminata nel 1770.
La frequentazione del santuario, il prestigio e le rendite portarono a numerose contese fra i parroci di Marciaga e Castion. Queste furono ricomposte con una convenzione, nel 1755, in cui il santuario fu riconosciuto soggetto alla parrocchia di Marciaga, ma, il secondo venerdì di marzo e nel secondo giorno delle Rogazioni, doveva rimanere aperto per accogliere le processioni provenienti da Castion.
Nel 1806 il santuario fu soppresso per decreto napoleonico. Sei anni dopo, nel 1812, nella visita pastorale del Vescovo di Verona Innocenzo Liruti, la chiesa risulta riaperta al culto.
Nel XX secolo l’edificio fu restaurato e consolidato. La Soprintendenza ai Monumenti rifece la copertura e restaurò la facciata nel 1950; al 1970 risale il lavoro di sottofondazione al fianco settentrionale della chiesa, mentre nel 1992 fu consolidato staticamente e furono restaurate le pareti, tra cui alcune decorazioni ad affresco.

Ulteriori restauri furono compiuti nei primi anni del XXI secolo.

## Descrizione

### Esterno
La facciata a capanna, preceduta da uno spiazzo verde con vialetto e un filare di cipressi sulla destra, è rivolta a oriente, intonacata, e presenta un portale centrale con arco a tutto sesto in tufo, affiancato da due monofore allungate. In asse con il portale, al centro della facciata, un oculo, mentre sul vertice vi è una piccola croce metallica.

### Interno

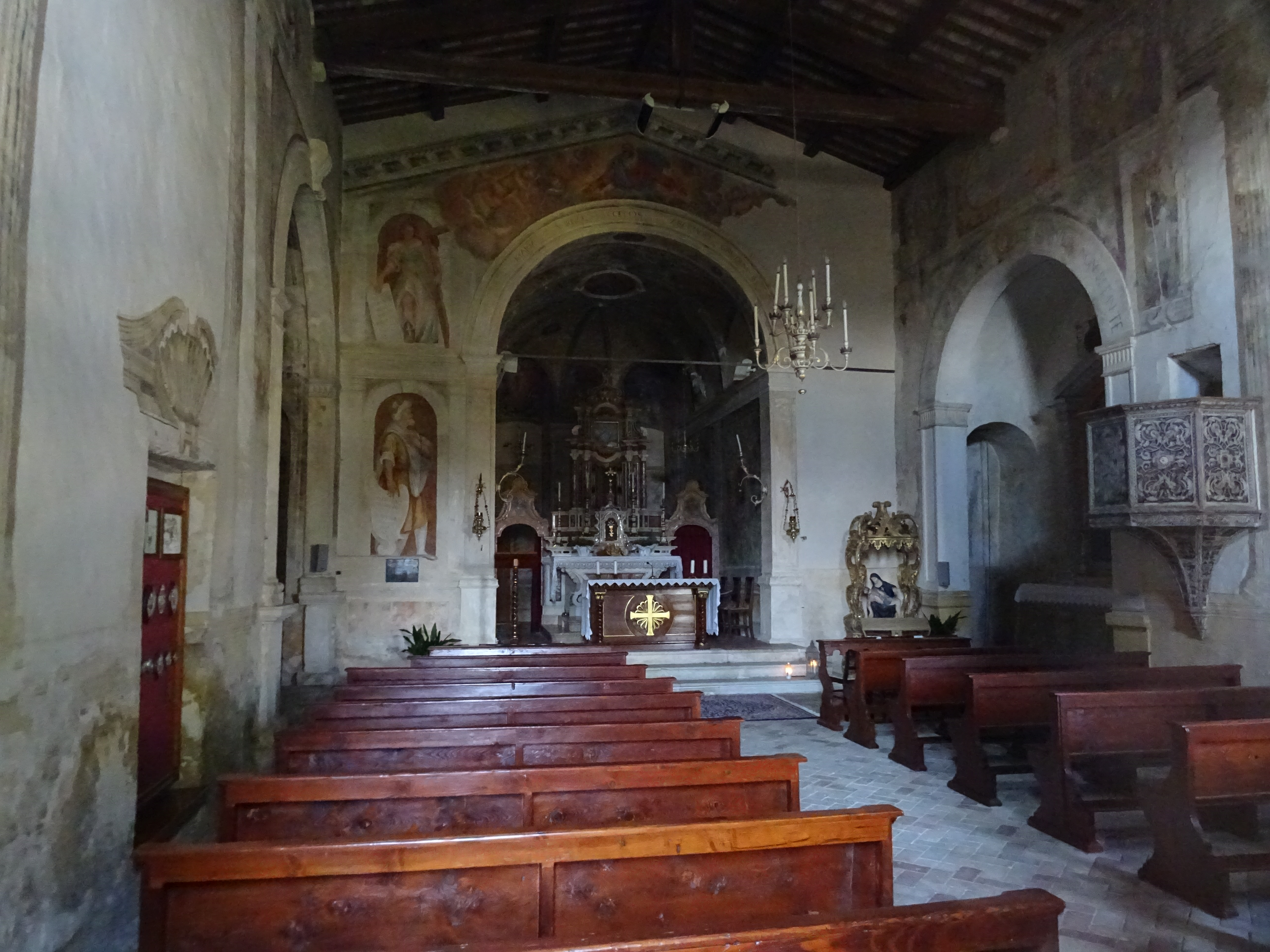
L'interno

La pianta della chiesa è rettangolare, costituita da un’unica aula con ai lati, in prossimità del presbiterio, due cappelle laterali. 
La navata presenta capriate a vista, mentre il pavimento è costituito da pianelle di cotto posate a spina di pesce. Sono inoltre presenti due lastre tombali in pietra bianca, una a destra dell’ingresso e l’altra nei pressi del presbiterio. La prima, del 1727, è di Maddalena Novelli di Torri del Benaco, madre dell’allora parroco di Marciaga don Giacomo Novelli; la seconda, terminata nel 1683, era per il parroco don Girolamo Bertoletti.
 
La luce naturale entra solamente dalle aperture presenti in facciata.
Le pareti dell’aula sono decorate da affreschi risalenti tra la seconda metà dei Cinquecento e gli inizi del Seicento. Gli affreschi cinquecenteschi risultano poco leggibili salvo un medaglione con motivo araldico, una cartella con i versi della terza strofa della canzone di Francesco Petrarca Vergine bella e un secondo medaglione con il blasone del notaio torresano Bartolomeo Rossetti.

Gli affreschi del XVII secolo sono attribuiti al pittore Paolo Ligozzi e alla sua bottega. Raffigurano un’architettura classicheggiante, con colonne, trabeazione e frontone nella controfacciata. Ai lati delle archeggiature che introducono al presbiterio e alle cappelle laterali sono raffigurati santi e personaggi biblici all’interno di nicchie. Sull’arco trionfale, contornato da putti, vi è il Padre Eterno, mentre nelle nicchie sul lato sinistro vi sono il Re Davide e la Sibilla Ellespontica. Non mancano, in controfacciata, il blasone dei Carlotti, come negli interspazi delle colonne i motivi araldici dei Graziani e dei Rinaldi. Nei pressi della cappella di sinistra sono raffigurate le Sante Chiara d'Assisi, Maria Egiziaca, Lucia ed Elisabetta d'Ungheria. Presso l’altare di destra è raffigurato ‘’Sant'Antonio Abate’’.
La cappella sul lato destro, dedicata all’Immacolata, fu commissionata dal nobile e canonico Marcello Carlotti nel 1597 in stile rinascimentale. L’altare, cinquecentesco, in muratura con colonne e frontone ligneo, presenta una nicchia che in origine accoglieva una statua lignea della Vergine Maria. Con il rifacimento dell’altare maggiore nel XVIII secolo fu traslata qui la pala, del XVI secolo, di autore ignoto ma emulo della bottega di Giovanni Caroto, con i Santi Antonio Abate e Nicola di Bari. Nel riquadro dove vi si trovava la tavoletta dell’apparizione della Vergine fu adattato un quadretto con la Madonna del Rosario.

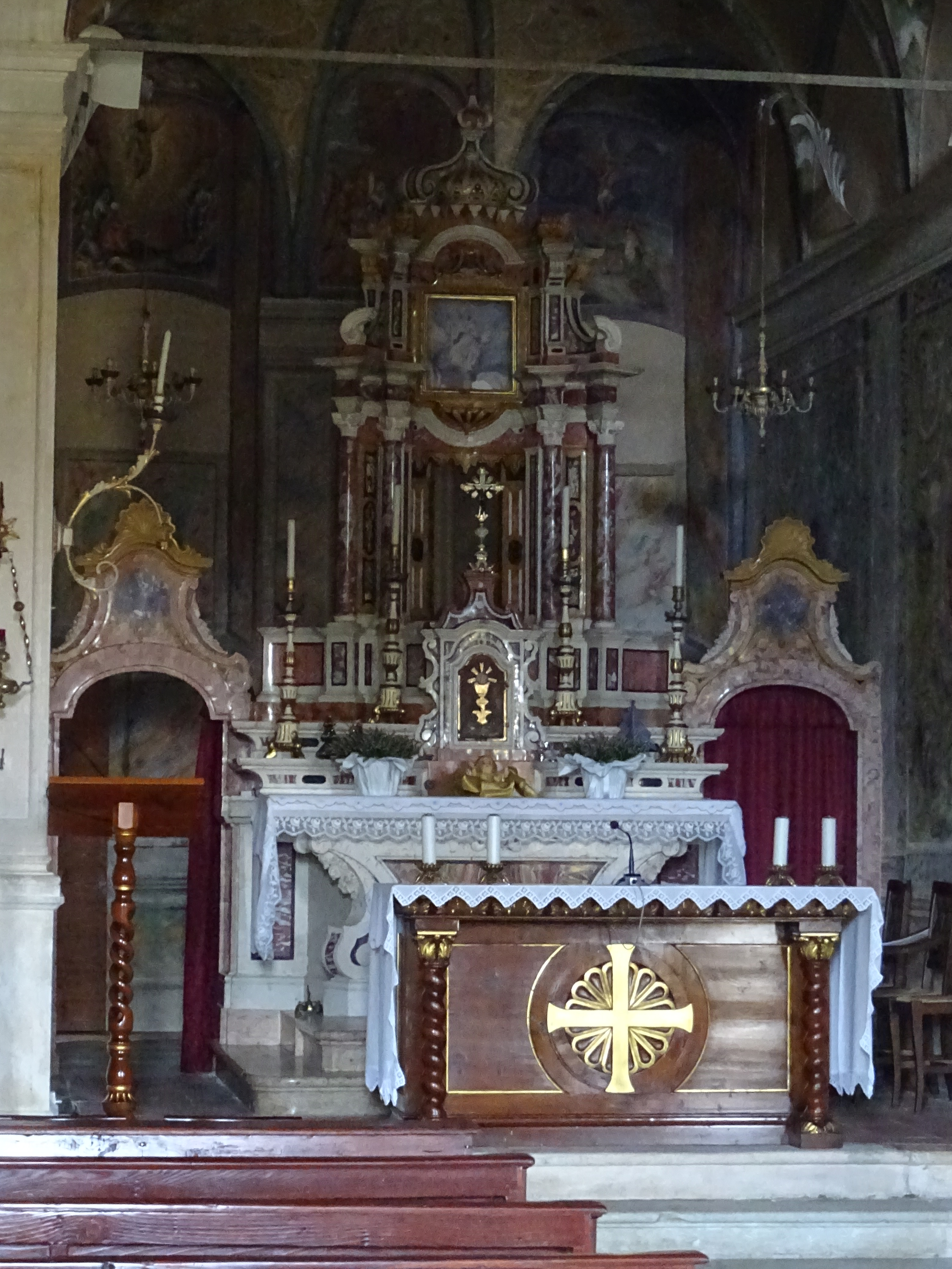
L'altare maggiore

Quella prospiciente, sul lato sinistro, è dedicata ai Santi Bartolomeo e Francesco d'Assisi, voluta dal notaio torresano Graziano Graziani prima del 1559. L’altare, anch’esso del XVI secolo, presenta una pala con i Santi Bartolomeo e Francesco in adorazione della Vergine con il Bambino, forse opera del pittore Francesco Maboni della metà del Cinquecento.
Sulla parete destra, prima della cappella dell’Immacolata, è collocato un pulpito ligneo a cinque facce e altrettanti spicchi concavi come base. La decorazione delle facce sembra sia del Ligozzi, costituita da quattro girali d’acanto bianchi e rossi su sfondo azzurro intorno a piccole cartelle tonde, mentre nella faccia centrale, più ampia e ovale, vi era un’iscrizione oggi non più leggibile.
Il presbiterio, quadrangolare, è rialzato di tre gradini, in pietra bianca, rispetto all’aula ed è chiuso da un’abside a fondale piatto. Risulta coperto da una volta a botte ribassata e affrescata e presenta al centro un medaglione con la Vergine Maria in una corona di putti. Il pavimento è in quadrotti di cotto.
Anche il presbiterio presenta pareti totalmente affrescate, come affrescate sono lunette della volta sommitale.
L’altare maggiore preconciliare risale ad un periodo tra il 1727 e il 1764, è in stile tardobarocco e in marmi policromi. Conserva l’immagine dell’Apparizione della Vergine al pastorello su formella, riproduzione di una tavoletta del primo Cinquecento di anonimo, con la posizione della Vergine che ricorda quella della Madonna del Frassino.

Nel 1765 furono aggiunte le porticine laterali che conducono al retrostante coro.
Sulle pareti del coro vi sono gli affreschi di Ligozzi e bottega raffiguranti La Nascita di Gesù, la Presentazione al Tempio, la Discesa dello Spirito Santo, la Resurrezione di Gesù, la Deposizione e la Crocifissione.
Sul lato sud del presbiterio è presente la sacrestia.

## Campanile

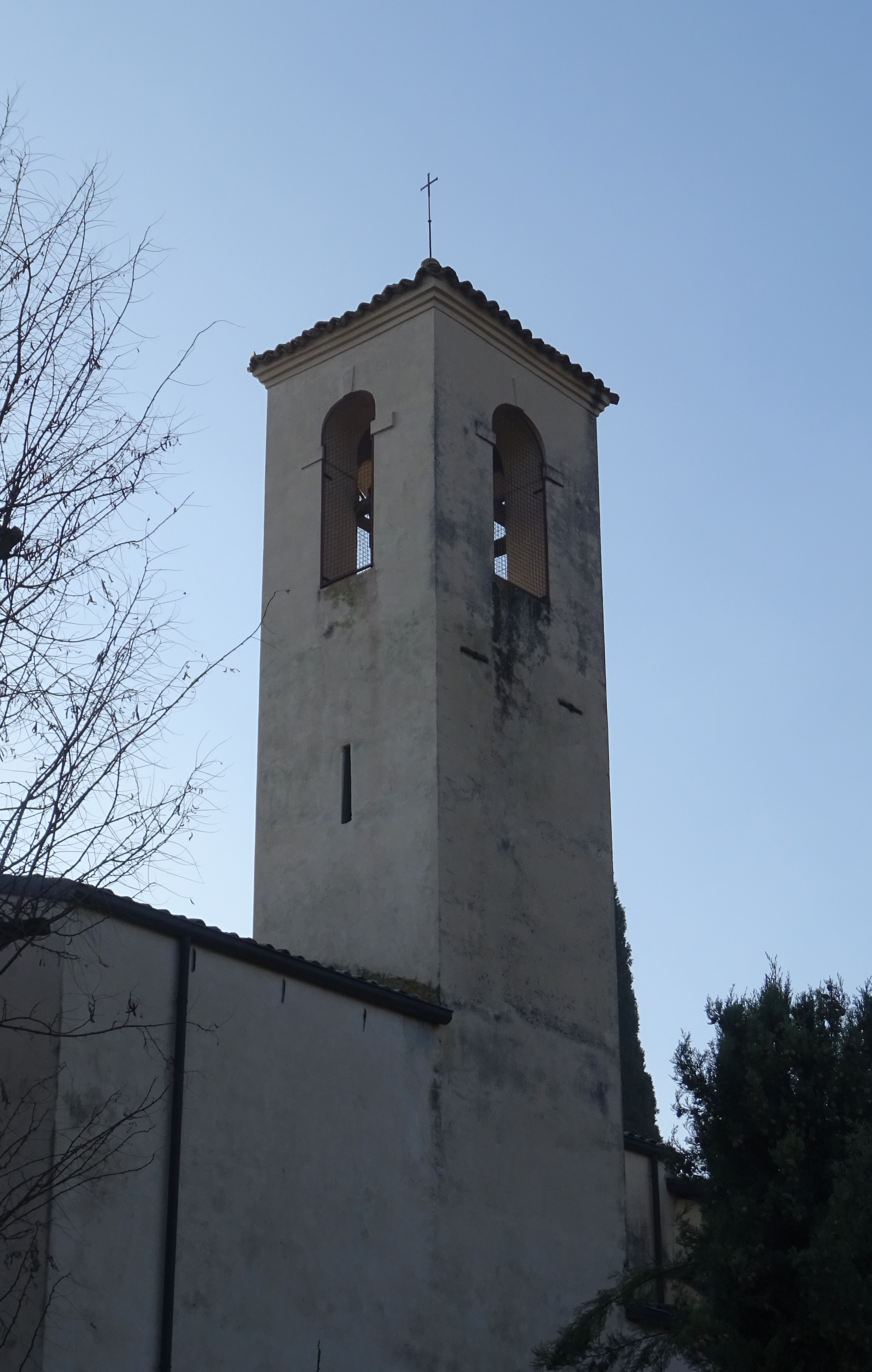
Il campanile

Il campanile è addossato alla parete destra della chiesa, ha un basamento quadrangolare e fusto interamente intonacato. Anche la cella campanaria è intonacata e presenta una monofora con arco a tutto sesto per lato.
La torre fu sopraelevata intorno alla fine del Cinquecento.